# Tohil

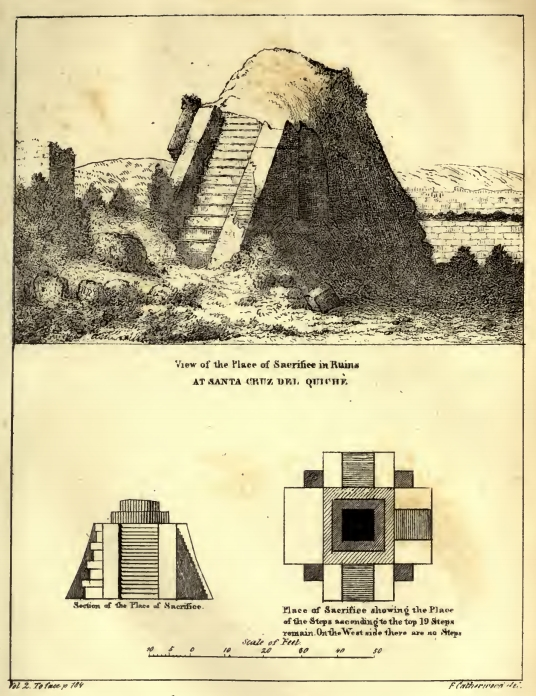
Dessin du temple de Tohil, dans l'ancienne capitale des Quichés, Q'umarkaj, par Frederick Catherwood, publié en 1841.

Tohil (également appelé Tojil) est une divinité maya de la période postclassique tardive et le dieu patron des Quichés. C'était une divinité du feu mais aussi du soleil et de la pluie. Elle était aussi associée aux montagnes et aux dieux de la guerre ainsi qu'à des sacrifices.